# Université fédérale de Recôncavo da Bahia
L'université fédérale de Recôncavo da Bahia (en portugais : Universidade Federal do Recôncavo da Bahia) est une université publique située à Cruz das Almas au Brésil. Il s'agit de la plus importante université de Cruz das Almas.